# 西新井病院
医療法人社団成和会 西新井病院（いりょうほうじんしゃだんせいわかい にしあらいびょういん）は、医療法人社団成和会が東京都足立区西新井本町に設置する病院。東京都の災害拠点病院に指定されている。

## 沿革
済州道出身の在日朝鮮人である金萬有（1914年8月7日 - 2005年12月25日）が1953年5月に創設した。創立3大方針は「朝日親善、民主的医療センター、社会福祉」である。
2015年10月1日、現住所に地下1階地上6階建ての新病棟を開設し移転した。それに伴い、許可ベッド数が296から207に変更した。現在では許可病床数が196床にて運用されている。
2024年12月、運営母体である医療法人社団成和会が同じ足立区内の医療法人社団福寿会グループに入り、成和会理事長に福岡靖介が就任した。

## 診療科

### 入院科目
- 内科
- 消化器外科
- 脳神経外科
- 耳鼻咽喉科
- 眼科
- 泌尿器科
- 口腔外科
- 麻酔科

※以上の口腔外科以外の診療科の外来診療は系列の成和クリニックにて行っている。

### 外来科目
- 健診センター
- 救急外来
- 血液浄化透析室（40床）
- 緩和ケア看護外来
- 口腔外科

## 医療機関の指定・認定
（下表の出典）
| 保険医療機関                         | 身体障害者福祉法指定医の配置されている医療機関                             |
| 労災保険指定医療機関                 | 生活保護法指定医療機関                                                     |
| 指定自立支援医療機関（更生医療）     | 難病の患者に対する医療等に関する法律に基づく指定医療機関                   |
| 指定自立支援医療機関（育成医療）     | 災害拠点病院（地域）                                                       |
| 指定自立支援医療機関（精神通院医療） | 難病の患者に対する医療等に関する法律に基づく指定医の配置されている医療機関 |

- 救急告示病院（二次救急）[4]
- 東京都脳卒中急性期医療機関[5]
- このほか、各種法令による指定・認定病院であるとともに、各学会の認定施設でもある。

## 会計
- 初診時に紹介状がない場合、保険外併用療養費が別途1,500円かかる。

## 関連施設
- 医療法人社団成和会
  - 西新井病院附属成和クリニック
  - 西新井ハートセントラルクリニック
  - にしあらい生活習慣病クリニック
  - 西新井看護専門学校
  - 介護老人保健施設むくげのいえ

## 交通アクセス
- 東武伊勢崎線（東武スカイツリーライン）・東武大師線「西新井駅」より徒歩12分[6]。
- 東武大師線「大師前駅」より徒歩5分[6]。
- 東武バス北01系統、「病院前」下車[6]。
- 都営バス王40甲系統・王49系統・王49折返系統、「西新井大師」下車[6]。
- 国際興業バス赤27系統・赤27-2系統、「西新井大師」下車[6]。

## 関連団体
- 一般財団法人成和記念財団 - 1982年4月病院創立者の出捐により財団法人金萬有科学振興会として設立される。2013年8月、特例財団法人から一般財団法人に移行。在日コリアン自然科学者の研究を助成すること等を目的とする。西新井病院の敷地と院債がこの一般財団法人の基本財産となっている[7]。
- 金萬有病院 - 北朝鮮の首都平壌に当病院の創立者の資金提供により設立された総合病院。当病院の姉妹病院[8]。

## その他
北朝鮮による拉致被害者と考えられる藤田進について、当病院で監禁されたという証言がある。それによれば、藤田進は「保護室」と称される監禁部屋で薬剤を投与されて一時は意識が朦朧となり、また、身動きの不自由な保護服を着せられていた。数日して新潟港に移送され、万景峰号に乗せられて北朝鮮に連れていかれたという。